# Conus boui
Conus boui é uma espécie de gastrópode do gênero Conus, pertencente à família Conidae.